# Nagyigmánd
Nagyigmánd è un comune dell'Ungheria di 3.154 abitanti (dati 2001). È situato nella contea di Komárom-Esztergom, nell'Ungheria settentrionale. La località è inoltre la città natale dell'ex cestista Lajos Tóth.